# 狭苞马兰
狭苞马兰（学名：Kalimeris indica var. stenolepis）为菊科马兰属下的一个变种。

## 扩展阅读
- 維基物種上的相關：狭苞马兰